# Красная Горка (Мозырский район)
Красная Горка (бел. Чырвоная Горка), до 1930 года носила название Воробьёвка, до 1932 года Двор Левондовского — посёлок в Барбаровском сельсовете Мозырского района Гомельской области Республики Беларусь.

## География

### Расположение
В 3-х км от Барбаров, в 29 км на юго-восток от Мозыря, от железнодорожной станции Мозырь (на линии Калинковичи — Овруч), 121 км от Гомеля.

### Гидрография
На реке Припять (приток реки Днепр).

## Транспортная сеть
Транспортные связи по просёлочной, затем автодороге Гомель — Лунинец. Планировка состоит из короткой прямолинейной меридиональной улицы. Застройка деревянная, усадебного типа.

## Этимология
В документах это поселение называлось Фольварк. До 1930 года — Воробьёвка, до 1932 года — Двор Левондовского. 

## История
Основан в начале XX века. Здесь размещалась хозяйственная часть имения – скотные дворы, кузницы, тягловая сила, спирто-водочное производство, мельница, крупорушка. Фольварк возник в XVIII- начале XIX вв. Наиболее активная застройка приходится на 1920-е годы. В апреле 1924 г. семь семей посёлка объединились в коллективное хозяйство «Серп и молот». Председателем избрали участника гражданской войны Г.И.Кухновца. Этим хозяйством он руководил почти 30 лет. В 1932 году жители вступили в колхоз. 
Во время Великой Отечественной войны 22 жителя воевали на фронтах и в партизанских отрядах, 7 из них погибли. 11 января 1944 года освобождён от немецкой оккупации.
Согласно переписи 1959 года в составе колхоза «Серп и молот» (центр — деревня Барбаров). С 2000 года входит в состав государственного предприятия «Совхоз-комбинат «Заря».   

## Население

### Численность
- 2022 год — 11 жителей.

### Динамика
- 1909 год — 14 дворов, 96 жителей
- 1924 год — 27 дворов, 100 жителей.
- 1959 год — 84 жителя (согласно переписи).
- 2004 год — 7 хозяйств, 10 жителей.
- 2022 год — 11 жителей[1].